# Gene Mooneyham
Gene Mooneyham (* 1930 in Cameron, Oklahoma; † 17. Januar 2006) war ein US-amerikanischer Dragster-Rennfahrer und Techniker.

## Karriere
Bekannt wurde er mit dem Mooneyham & Sharp ’34 Ford Coupe mit der 554 an den Türen. Es wurde eines der bekanntesten US-amerikanischen Rennautos.
Mooneyham beendete in den 1950er-Jahren nach einem Autounfall in San Diego seine Rennfahrer-Karriere. Sein Nachfolger wurde Larry Faust, der das Auto wieder reparierte. Das Auto gewann 1960 das Bakersfield-Rennen in seiner Klasse und war Sieger im Drag News Jr. Eliminator 1962 und 1963.
1963 begann Mooneyham and Faust mit Wayne Ferguson und Jerry Jackson ihr eigener 44er-Modell zu bauen und wurden zum besten Dragster-Team der US-Westküste. 1964 und 1965 war Mooneyham Chef von Jack Chrismans Comets.
Am Höhepunkt seiner Karriere war Mooneyham Besitzer, Konstrukteur, Designer, Fahrer und Geschäftsmann.
2001 wurde Mooneyham in die Internationale Drag Racing Hall of Fame aufgenommen und wurde von der NHRA mit dem Ehrenpreis fürs Lebenswerk geehrt im 1996 NHRA California Hot Rod Reunion.